# Амма II
Амма (Аммараджа) II (*935 — 970) — магараджа держави Східних Чалук'їв.

## Життєпис
Син магараджи Чалук'я Бхіми III і Локамахадеві. Після смерті батька 947 року завдяки інтригам родичів з боку матері отримав владу, незважаючи на права старшого зведеного брата Данарнава. Невдовзі проти нього виступили брати Бадапа і Тадапа (сини магараджи Юддха Малли II), що отримали допомогу від Крішни III, маграджахіраджи Держави Раштракутів. Доволі швидко Амма II зазнав поразки й втік з держави.
Владу перебрав Бадапа, що прийняв ім'я Віджаядітья VI. Він панував декілька років, після чого трон перейшов до Тадапи (Тала II). За цим повернувся Амма II, який повалив останнього, повернувши собі трон.
Невдовзі, 956 року, проти Амми II виступив Крішна III, який підкорив державу Східних Чалук'їв, поставивши на трон Данарнаву. Амма II сховався в Калінзі Східних Гангів. 957 року скористався тим, що війська Раштракутів залишили його державу, виступив проти Данарнави, якого повалив. Панував до 970 року, коли зазнав поразки від Данарнави, що знову виступив проти брата.